# Less Martowytsch

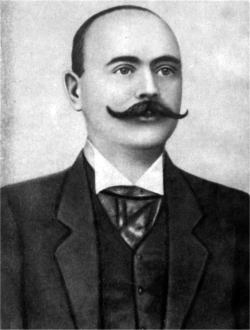
Less Martowytsch

Less Martowytsch (ukrainisch Лесь Мартович; * 12. Februar 1871 in Torhovicja, Galizien, heute Oblast Iwano-Frankiwsk; † 11. Januar 1916 in Pohorisko bei Schowkwa) war ein ukrainischer Schriftsteller und Redakteur mehrerer Zeitschriften.

## Leben
Geboren wurde Martowytsch im Jahr 1871 im Dorf Torhovicja, gelegen in der historischen ukrainischen Region Pokutien, in deren Mundart er später seine Erzählungen verfasste. Sein Vater, Semen Martowytsch, war Dorfschreiber in Torhovicja und ein angesehener Bürger. Nachdem Less Martowytsch 1882 die Volksschule abgeschlossen hatte, besuchte er das polnische Gymnasium in Kolomyja. Dort machte er die Bekanntschaft von Wassyl Stefanyk, die sich beide innerhalb einer geheimen Vereinigung mit den Werken Taras Schewtschenko und den politischen Schriften Mychajlo Drahomanow beschäftigten. Nachdem sowohl Martowytsch als auch Stefanyk aufgrund von Zusammenstößen mit der geltenden Meinung auf das ukrainische Gymnasium in Drohobytsch wechseln mussten, schrieben sie ihre erste gemeinsame Erzählung Lumera (Лумера). Schon in seiner Gymnasialzeit beteiligte sich Martowytsch an der kulturellen Gemeindearbeit in Siedlungen im Karpatenraum.
Im Jahre 1892 begann er sein Jura-Studium an der Universität in Czernowitz und war Gasthörer der Universität in Lwiw. Zudem war er Mitglied der Studentenvereinigung Sojus (Союз) und setzte sich sowohl innerhalb dieser als auch unabhängig für politische Aufklärung der Bevölkerung ein, wobei er radikal-sozialistische Ansätze hatte. Er veröffentlichte in den Zeitungen Narod (Народ), Chliborob (Хлибороб), Hromadskij holos (Громадский голос) und Svoboda (Свобода) kulturpolitische Aufsätze, in denen er die Ideen von Karl Marx auffasste und ihn „den Mann unserer Stunde“ betitelte. Damit stand er dem progressiven Kreis der radikalen Partei der Ukraine nah. In seiner Hauptschaffensphase von 1898 bis 1905 erschienen seine meistbeachteten Erzählbände. Less Martowytsch starb im Alter von 44 Jahren in der Siedlung Pohoris'ko. Damit erlebte er die Veröffentlichung seines Meisterwerks Der Aberglauben (Забобон) 1917 nicht mehr.

## Werk
Martowytsch ist, neben seiner journalistischen Tätigkeit, der Autor von 27 Erzählungen. Die humoristischen Novellen Martowytsch erzählen vom alltäglichen Leben der Bauern in den Dörfern Galiziens. Der Autor selbst war durch seine ländliche Herkunft mit dieser Umgebung vertraut, zudem suchte er auch stets den Kontakt der galizischen Arbeiter und Bauern im Rahmen seiner politischen Arbeit. Martowytschs Werke erlangten wenig Bekanntheit außerhalb Galiziens und der Bukowina. Die Tatsache, dass seine Novellen sämtlich in Pokutischer Mundart geschrieben sind begünstigten dies. Allerdings gilt er zusammen mit Wassyl Stefanyk und Marko Tscheremschyna als das „Pokutische Dreigespann“ und noch heute als einer der wichtigsten realistischen Novellisten der Westukraine. Iwan Franko nannte Martowytsch einen "außergewöhnlichen Kenner der galizischen Lebensart,[...] der mit spitzer Ironie schreibt". Den Einfluss der Erzählungen Tschechows, im Besonderen von Der Tod des Beamten ist der satirischen Sprache Martovyčs anzumerken.

### Bauerntod
Die Erzählung Bauerntod (Mužyc'ka Smert) war im Jahre 1898 die erste von Martowytsch unter eigenem und vollem Namen veröffentlichte. Anhand des Schicksals von Grycja Banata erzählt Martowytsch vom Erwachen neuer, sozialistischer Ideen im ländlichen Leben. Der Bauer kommt über das Durchleben des Kapitalismus zum Klassenbewusstsein und die proletarische Ideologie verbreitet sich so im ländlichen Leben. Der Kontakt zwischen dem Bauern und den – kapitalistischen – Autoritäten ist trotz hohem realistischen Anspruch mit beißender Ironie beschrieben.

### Der Aberglaube
Der Aberglaube (Zabobon) war Martowytschs letztes und meistbeachtetes Werk, das er nach einer 10-jährigen Schaffenspause schrieb. Im Mittelpunkt der Erzählung steht der Pfarrerssohn Slavka, in Vertretung für die klerikale Halbintelligenzija in den Dörfern Galiziens. Martowytsch stellt die Schläfrigkeit eines Dorfes vor, das gerade durch die Anwesenheit von nichtbäuerlichen, studierten Persönlichkeiten nicht aus seiner Tristesse ausbrechen kann.

## Veröffentlichungen
- 1889: Nečytal'nyk (Нечитальник)
- 1898: Mužyc'ka Smert (Мужицька Смерть)
- 1903: Chytryj Pan'ko i inši opovydannja (Хитрий Панько i iншi оповидання)
- 1905: Stribožyj darunok i inši opovydannja (Стрибожий дарунок i iншi оповидання)